# Grace Cunard
Grace Cunard (Columbus, Ohio, 8 de abril de 1893 — Los Angeles, Califórnia, 19 de janeiro de 1967) foi uma atriz, roteirista, diretora e produtora de cinema estadunidense. Grace é irmã da também atriz Mina Cunard.

## Carreira
Nascida Harriet Mildred Jeffries em Columbus, Ohio, na juventude atuou no cinema mudo, sob o nome Grace Cunard. Apesar de não documentado, acredita-se que fez sua estreia em 1910, num papel não creditado em uma produção de D.W. Griffith para a Biograph Studios.
Em 1911, atuou num papel secundário significativo no filme de Western de Thomas H. Ince, Custer's Last Fight. Após alguns westerns, passou a trabalhar com o ator e diretor Francis Ford na Universal Studios, em alguns dramas, e alcançou fama considerável em seriados. Ela estrelou o primeiro seriado da Universal Pictures, Lucille Love, Girl of Mystery (1914), e se tornou a rainha dos seriados da Universal. No ano seguinte, estrelou o seriado de aventura e mistério The Broken Coin, e em 1916, o grande sucesso The Adventures of Peg o' the Ring. e The Purple Mask.

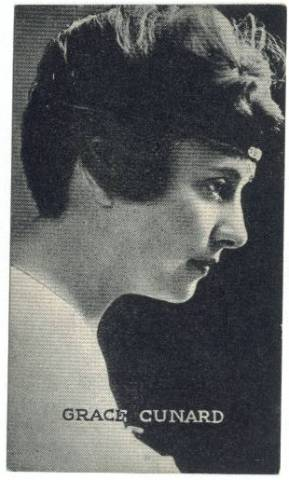

Em uma época em que a indústria cinematográfica incipiente levou atores e outros profissionais de estúdio de cinema a campo, para fazer várias tarefas, Cunard não foi excepção e escreveu perto de uma centena de roteiros. Também, entre 1914 e 1921, dirigiu 11 filmes e produziu dois outros. Com a idade, passou a fazer filmes B e papéis secundários ou pequenas “pontas”. No entanto, ela trabalhou regularmente até meados da década de 1940, principalmente na Universal. Dois de seus papéis mais visíveis foram no seriado Gang Busters, de 1942 (um papel pequeno, mas importante o suficiente para seu nome aparecer com destaque nos anúncios e cartazes, para a audiência dos seriados) e o musical de 1945, de Gloria Jean e Kirby Grant, Easy to Look At (no qual ela interpreta uma costureira da Broadway). Quando a Universal mudou de mãos em 1946, interrompendo seu programa de seriados e recursos de baixo orçamento, Cunard aposentou-se, aos 53 anos de idade.

## Vida pessoal
Cunard foi casada duas vezes. A primeira vez foi com o ator Joseph Joe Moore; após seu divórcio, em 1925, casou-se com o dublê de filmes Jack Tyler Shannon, com quem permaneceu pelo resto de sua vida.
Grace Cunard Shannon morreu de câncer em 1967, em Woodland Hills, Los Angeles, Califórnia. Seu marido faleceu em dezembro do ano seguinte, e foram sepultados juntos no Oakwood Memorial Park Cemetery, em Chatsworth, Los Angeles, Califórnia.

## Filmografia seleta

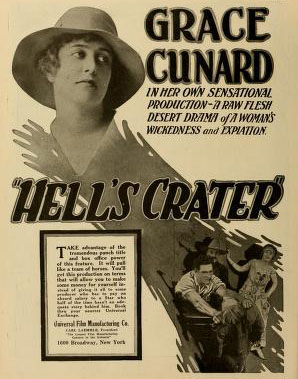
Hell's Crater (1918)

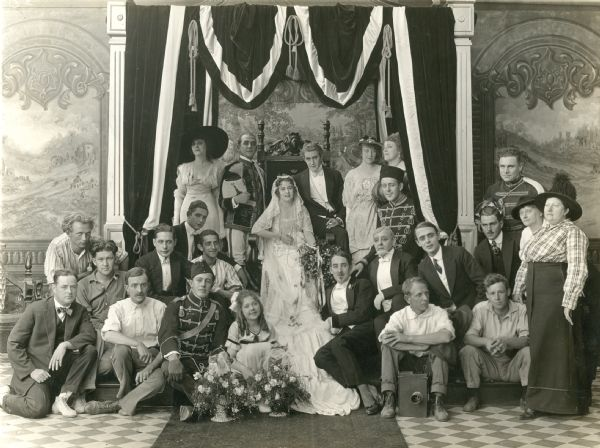
Elementos da produção e elenco do seriado mudo The Broken Coin, de 1915. Grace Cunard e Francis Ford estão no centro no trono, a jovem atriz Gertrude Short está sentada no chão na frente de Miss Cunard, e John Ford é o terceiro da esquerda. Uma câmera de cinema da Pathé está à direita em frente do cameraman, muito provavelmente Harry McGuire Stanley.

- Lucille Love, Girl of Mystery (seriado, 1914)
- The Broken Coin (seriado, 1915)
- The Adventures of Peg o' the Ring (seriado, 1916)
- The Purple Mask (seriado, 1916, atriz e direção)
- Elmo the Mighty (seriado, 1919)
- Fighting With Buffalo Bill (seriado, 1926)
- Strings of Steel (seriado, 1926)
- The Winking Idol (seriado, 1926)
- The Return of the Riddle Rider (seriado, 1927)
- Blake of Scotland Yard (seriado, 1927)
- Haunted Island (seriado, 1928)
- The Chinatown Mystery (seriado, 1928)
- The Ace of Scotland Yard (seriado, 1929)
- Untamed (A Indomável) (1929)
- Heroes of the Flames (seriado, 1931)
- The Bad Sister (não creditada, 1931)
- Heroes of the West (seriado, 1932, não creditada)
- The Man Who Reclaimed His Head (não creditada, 1934)
- The Call of the Savage (seriado, 1935)
- Bride of Frankenstein (não creditada, 1935)
- Show Boat, (não creditada, 1936)
- Winners of the West (não-creditada, seriado, 1940)
- Pittsburgh (Ódio E Paixão) (1942, não creditada)
- Gang Busters (1942, não-creditada)
- The Adventures of Smilin'Jack (seriado, 1943)
- Casanova Brown (1944, não-creditada)
- Magnificent Doll (No Limiar da Glória) (1946, seu último filme, não creditada)